# Chersotis dissoluta
Chersotis dissoluta är en fjärilsart som beskrevs av Otto Staudinger 1899. Chersotis dissoluta ingår i släktet Chersotis och familjen nattflyn. Inga underarter finns listade i Catalogue of Life.